# District d'Auxerre
Le district d'Auxerre est une ancienne division territoriale française du département de l'Yonne de 1790 à 1795.
Il était composé des cantons d’Auxerre, Chablis, Coulanges la Vineuse, Coullanges sur Yonne, Courson, Cravan, Mailly le Vineux, Ouame, Saint Bris, Saint Georges, Seignelai, Toucy et Vermanton.

## Galerie

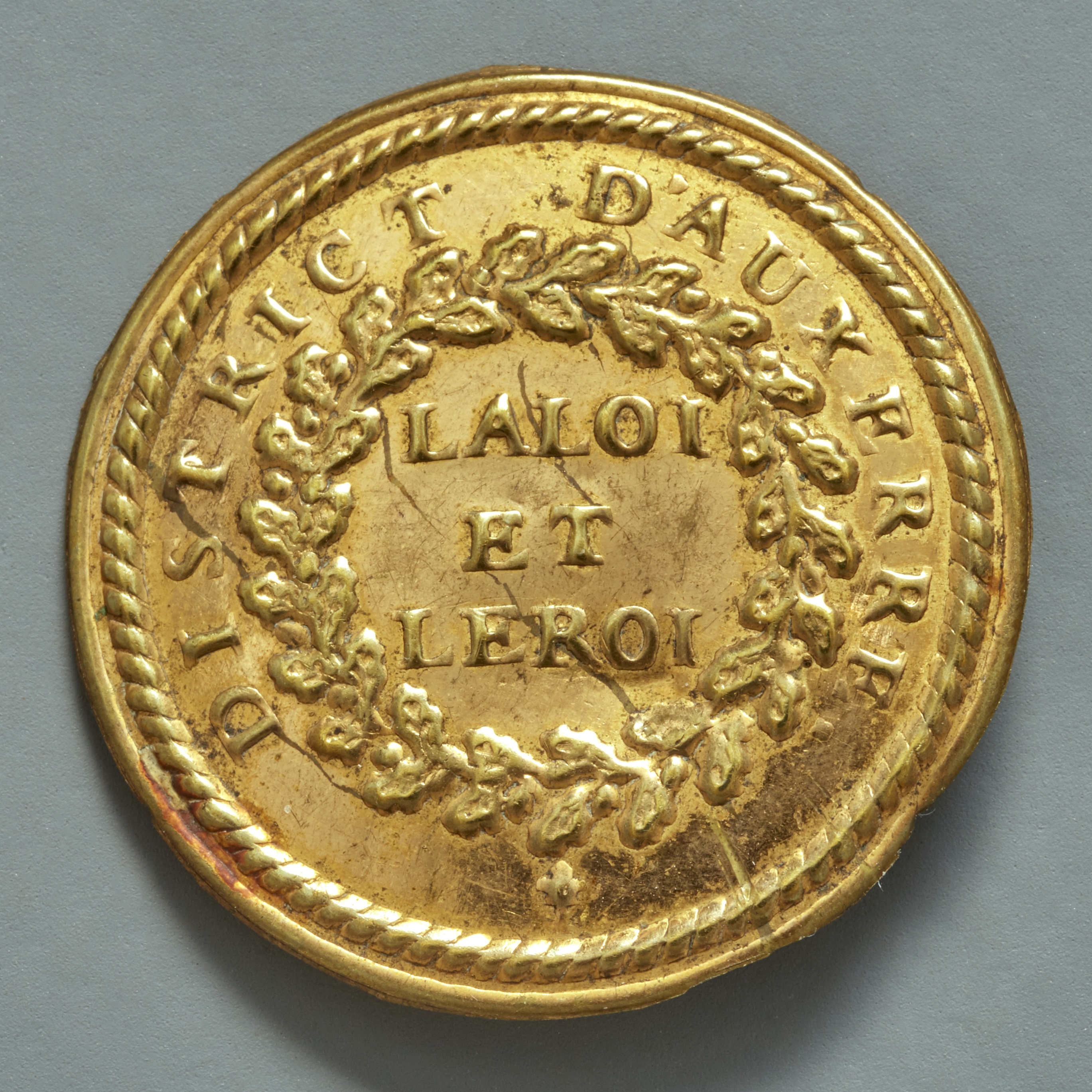
Bouton (musée Carnavalet)